# Argeia nierstraszi
Argeia nierstraszi är en kräftdjursart som beskrevs av Sueo M. Shiino 1958. Argeia nierstraszi ingår i släktet Argeia och familjen Bopyridae. Inga underarter finns listade i Catalogue of Life.